# Alyssa Miller
Alyssa Elaine Miller (Los Angeles, 4 luglio 1989) è una supermodella statunitense.

## Carriera
Alyssa Miller è stata lanciata da Stella McCartney nel 2005, ed ha calcato la sua prima passerella nel 2006 a New York, per la collezione primavera/estate di Tuleh e Roland Mouret, nello stesso anno appare nella campagna Diesel. Appare in diverse riviste come Vogue ed Elle e alla fine del 2010 diventa uno dei volti Guess. Nel 2011 ha fatto il suo debutto sulla rivista Sports Illustrated Swimsuit Issue, dove è apparsa anche nei due anni successivi.
Diventa testimonial intimissimi per le campane primavera/estate 2011, 2012 e 2014, sposa 2011 e autunno/inverno 2011/2012.
Nel 2012 diventa testimonial delle fragranze Bellissima e innamorata di Blumarine.

## Vita privata
Dal giugno al dicembre 2013 ha avuto una relazione con Jake Gyllenhaal, dopo una breve rottura, i due sono tornati insieme nel febbraio 2014, e lasciandosi nuovamente qualche mese dopo.

## Agenzie
- IMG - Milano, Parigi, Londra, Sydney
- Nous Model Management - Los Angeles
- Model Management - New York

## Campagne pubblicitarie
- Accessorize P/E (2010)
- Anthropologie (2021)
- Avon (2013-2017)
- Blumarine Innamorata Fragrance (2012-2016)
- Blumarine Bellissima Fragrance (2012-2016)
- Blumarine Lovely Rose Fragrance (2013-2016)
- Chloe + Isabel Summer (2016)
- Chopard A/I (2011;2014-2015) P/E (2013)
- Clarins (2013)
- Davidoff Hot Water Fragrance (2014-2016)
- Diesel (2006;2010)
- Dondup A/I (2011)
- Elie Tahari P/E (2012)
- Free People Lingerie (2013)
- Guess by Marciano P/E (2010)
- Guess A/I (2010) P/E (2011)
- Guess Seductive Fragrance (2010-2016)
- Intimissimi (2011-2012; 2014)
- La Perla Cruise (2010)
- Laura Biagiotti Roma Fragrance (2011-2016)
- Mariella Burani (2009)
- Pilgrim Handbags and Luggage (2018)
- Polo Ralph Lauren Red Fragrance (2017-presente)
- Ralph Lauren Denim & Supply Summer (2016)
- Roberto Coin (2014-2015)
- Solid & Striped (2015)
- Rhodes & Beckett A/I (2015)
- Squash Blossom (2016)
- Tigerlily Summer (2016)
- Van Cleef & Arpels (2011)
- Victoria's Secret (2010-2011)